# Fédération chinoise des échecs
La Fédération chinoise des échecs (en anglais : Chinese Chess Association, CCA, en chinois : 中国 国际 象棋 协会) est l'organe directeur des échecs en Chine. Elle est membre de la fédération internationale des échecs (FIDE). ainsi que de la fédération asiatique des échecs (ACF). C'est la principale autorité sur tous les événements échiquéens en Chine, en individuel ou en équipe. Fondée en 1986, elle a son siège à Pékin.

## Histoire
Le jeu d'échecs est introduit tardivement en Chine, au XIXe siècle. Jusqu'à la Seconde guerre mondiale, il se développe très peu. Après celle-ci, le développement du communisme en Chine va lui donner plus d'importance. Xie Xiashun, notamment, joue un rôle en parcourant le pays pour promouvoir le jeu, qui est inscrit en tant que sport compétitif en 1956. Plusieurs équipes soviétiques se rendent en Chine pour des matchs.
En raison de son impopularité dans le pays, le jeu d'échecs est d'abord affilié à l'Association chinoise de xiangqi (les « échecs chinois ») lors de sa création en novembre 1962. Le jeu est ensuite interdit en 1966 pendant la Révolution culturelle, et il restera interdit jusqu'en 1974. La politique vis-à-vis du jeu d'échecs change alors radialement avec le projet « Grand Dragon », qui vise à faire de la Chine un géant échiquéen de niveau mondial avant l'an 2000. C'est alors grâce aux succès des joueurs d'échecs chinois à l'occasion des grands tournois mondiaux que sa popularité s'accroit, et que la fédération chinoise peut être créée, de manière indépendante, en 1986,. En 1990, Ye Rongguang devient le premier GMI chinois.
Hong Lin est le premier président de la fédération chinoise des échecs. L'ancienne championne du monde féminine Xie Jun en est nommée présidente en 2019,.

## Rôle
La CCA est membre du Comité olympique chinois et a officiellement rejoint la FIDE en 1975. Ses objectifs sont de promouvoir et vulgariser le jeu d'échecs et d'organiser les échecs en Chine, représenter le pays sur la scène internationale échiquéenne, coordonner les activités des clubs et des associations régionales ainsi que d'organiser des tournois et des championnats individuels et par équipes (en différentes catégories d'âge). Il favorise la participation du jeu dans les écoles.
La CCA sélectionne les membres de l' équipe nationale chinoise pour les olympiades d'échecs, bisannuelles, les championnats du monde d'échecs par équipe (tous les 4 ans), les championnats d'échecs d'Asie des nations, les jeux d'échecs asiatiques, les jeux asiatiques en salle, et les autres matchs d'échecs (matchs Russie-Chine par exemple). Il finance également la formation des joueurs et leur participation à certains tournois individuels.

### Equipe nationale
Voici une liste de noms de la configuration de l'équipe nationale d'échecs:
- Chef d'équipe : Lin Feng
- Chef d'équipe adjoint : Li Wenliang
- Entraîneur principal : Ye Jiangchuan
- Entraîneur principal adjoint : Zhang Weida
- Entraîneurs : Xu Jun, Yin Hao, Yu Shaoteng
- Joueurs :

| Équipe masculine - Ding Liren - Yu Yangyi - Wei Yi - Bu Xiangzhi - Ni Hua - Wang Yue - Wang Hao - Li Chao - Lu Shanglei - Bai Jinshi - Zhou Jianchao - Wen Yang - Xu Xiangyu | Équipe féminine - Hou Yifan - Ju Wenjun - Tan Zhongyi - Lei Tingjie - Zhao Xue - Shen Yang - Huang Qian - Guo Qi - Ding Yixin - Zhai Mo |

## Commissions
- Commission des juges
- Commission presse et publicité
- Commission de formation technique
- Commission du travail pour le développement des jeunes
- Commission de promotion et de développement
- Commission d'évaluation des qualifications
- Commission de travail des femmes
- Commission des affaires extérieures

## Financement
Les officiels de la fédération chinoise des échecs sont nommés par le Comité national des sports chinois, qui fournit également son financement.
En 1993, la fédération chinoise reçoit un fonds de dotation de l'homme d'affaires singapourien M. Lee Seng Tee, qui a fait un don d'environ 1,5 million de dollars. Dix pour cent de ce don étaient destinés à la création de la bibliothèque d'échecs au profit de Zhongguo Qiyuan, féération nationale du jeu qui chapeaute la fédération chinoise des échecs. Les 90% restants sont déposés sur un compte fixe duquel l'Association chinoise des échecs puise des intérêts principalement pour ses opérations administratives et pour envoyer des joueurs jouer des compétitions à l'étranger. En 1997, l'Association chinoise des échecs fonde une entreprise informatique pour financer ses autres activités sur une base annuelle.

## Voir également
- Championnat de Chine d'échecs, championnat national
- Zhongguo Qiyuan, une super-agence nationale officielle chargée des jeux de société et des jeux de cartes